# Kopacsi

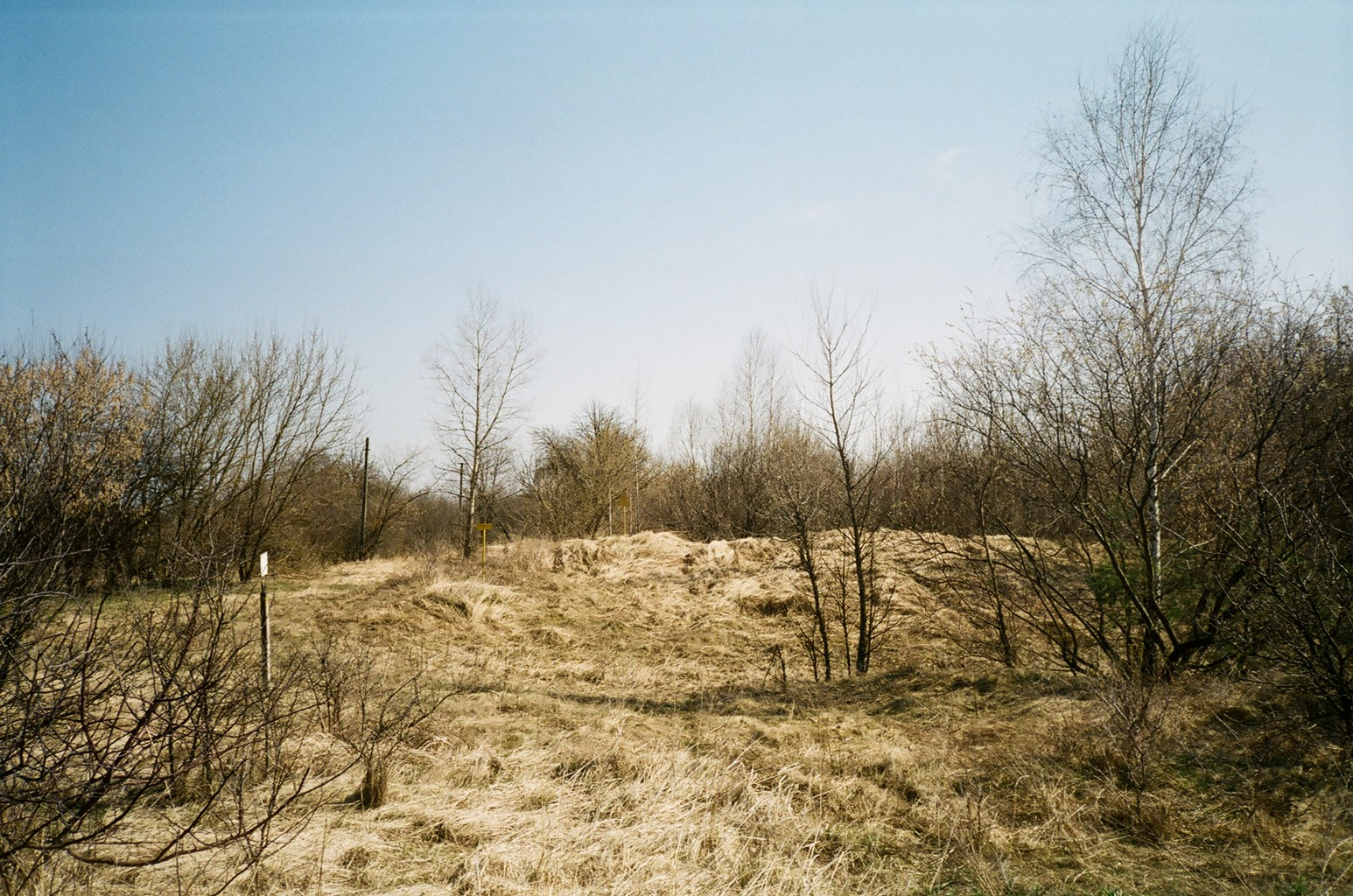
Az eldózerolt házak betemetett maradványai

Kopacsi (ukránul: Копачі, oroszul: Копачи) falu Ukrajna Kijevi területén, a csernobili atomerőmű-baleset után felállított és kitelepített 30 km-es zóna közepén, Pripjaty szomszédságában, melyet a radioaktív kihullás miatt 1986 nyarán a sugármentesítés során gyakorlatilag teljesen ledózeroltak, egyedül az óvoda romos épülete maradt meg. A falu a Vörös-erdő közelében található, a Zóna legszennyezettebb részén, alig néhány kilométerre a csernobili atomerőműtől.

## A falu története
A Kijevi tartomány lakott településeivel kapcsolatos legendákat először L. Pohilevich említi, melyről 1864-ben ír. Bár feltételezhető, hogy a falu korábban jött létre, mivel Csernobil és környéke már a XII. században lakott volt. A terület a XIV. században Litvánia része volt, a XVII. században Lengyelország része volt, majd 1793-ban a terület átkerült Oroszországba.
A falu neve nem a "копать" (ásni) szóból ered, hanem az ukrán "копа" szóból, ami népi gyülekezetet jelent. Az 1886-os népszámlálás szerint 774 ortodox és 92 zsidó lakott a településen. 1900-ban a falu Sergei Chelyschevhez tartozott. A falu ekkor 56 háztartásában 334 lakó élt.
A nagy Martyr Paraskeva fatemplom 1742-ben épült, és teljesen elpusztult 1927-ben a benne lévő ikonokkal és egyházi ereklyékkel együtt.
1967 februárjában a Szovjetunió Központi Bizottsága és a Miniszteri Tanácsa határozatot fogadott el, melyben a falut választották az atomerőmű építésére. A terület sokféle szempontból megfelelő volt, mivel alacsony termőterület, megfelelő vízellátás jellemezte, és ezáltal jó közlekedési csomópontban helyezkedett el. A települést Vinnitsa, Kijev és Zhitomir régiók tizenhat településének tanulmányozása és elemzése után választották meg.
A település gyorsan fejlődött az 1980-as években, miután megépült az erőmű. A tanács fő központja Kopacsi volt, amelyhez még Leliv és Nagorny falvak tartoztak. A falu 3,2 ezer hektárnyi mezőgazdasági földterülettel rendelkezett, beleértve 1,7 ezer szántó és állat-állomány farm 2 ezer hektárnyi mezőgazdasági földterülettel, melyből 1200 hektárnyi volt a szántóföld. A faluban egy 8 osztályos iskola, óvoda, kulturális palota, könyvtár volt. A falu lakossága a baleset előtti időkben 1114 fő volt. A település mindössze 4 km-re található a csernobili atomerőműtől. A csernobili katasztrófa 1986 április 26-i balesete után a falu erősen szennyezetté vált, házait ledózerolták, az emberek elköltöztek. Mindössze a falu óvodája, a második világháború harcosainak emlékműve maradt fenn. A falu elnéptelenedése csupán az állatoknak kedvezett.

## A falu végzetes sorsa
A csernobili baleset után Pripjatyhoz hasonlóan 1986. május 3-án Kopacsi falu egész lakosságát evakuálták, A lakosok Lechnovka és Baryshevsky körzete felé vették az irányt. Tilos volt bármilyen dolgot, pénzt, háziállatot elhozniuk az otthonaikból. Sokan saját otthoni ruhájukban menekültek. A pánik elkerülése végett azt mondták a lakosoknak, hogy három nap múlva visszatérhetnek otthonaikba, mely mindmáig nem történt meg. A kiürítést követően a település épületeit lebontották.

## A falu ma
A falu területe szennyezett, és lakatlan, ellentétben a mai Csernobillal. A területeket visszahódította a természet, sok ritka vadon élő állat él a területen. A település a 10 km-es zónán belül található, a Leliv ellenőrző ponton áthaladva az út a falu egykori helyén vezet keresztül, mely turisztikai látványosság, és az oda látogatók megtekinthetik a falu maradványait.

## A falu a médiában
- A Life After People[4] című 2008-as dokumentumfilmben látható volt az óvoda, illetve annak belseje. A film arról szólt, hogy mennyire visszahódította a természet a falut a katasztrófa utáni években, és több állatfajnak ad otthont.
- A falu a STALKER: Call Of Pripyat[5] című számítógépes játékban is megjelenik, illetve Dmitry Sillow "STALKER: A mesterlövész törvénye című könyvében is szerepel
- A községet Vyacheslav Shalygin[6] által íródott "A fekete angyal" című könyv is említi.

## Külső hivatkozások
- Képek a falu állapotáról[2]